# Canal+ online
Platforma CANAL+ (dawniej również jako CANAL+ online lub CANAL+ telewizja przez internet) – polski serwis internetowy wideo na życzenie oraz telewizja internetowa na żywo z kanałami filmowymi oraz ofertą sportową. Usługa oferuje dostęp na żądanie do bibliotek filmowych wielu dostawców (w tym Canal+ Premium i HBO) oraz do kilkudziesięciu kanałów telewizyjnych dostępnych online (w tym kanałów sportowych Canal+ Sport, Eleven Sports oraz Polsat Sport Premium). Dostępna jest przez przeglądarkę internetową oraz aplikacje na urządzenia mobilne i telewizory. Oferta dystrybuowana jest na zasadzie pakietów tematycznych wykupywanych w subskrypcji miesięcznej.

## Historia
Serwis uruchomiono w maju 2020 roku, na start w bazie było ponad 35 tys. polskich oraz zagranicznych filmów, odcinków seriali, transmisji sportowych, dokumentów, programów publicystycznych, rozrywkowych oraz bajek. W ofercie znajdują się materiały filmowo-serialowo-dokumentalne m.in. od Canal+, HBO, Ale kino+, Paramount Channel, Filmbox i FOX oraz dostęp do rozgrywek sportowych na żywo i skrótów – m.in. Ekstraklasa, Premier League, La Liga, Ligue 1, F1, NBA czy żużel.
We wrześniu 2020 roku dostęp do oferty CANAL+ online otrzymali abonenci standardowej oferty satelitarnej Platformy CANAL+. Usługa internetowa jest dla nich bezpłatna i obejmuje te same treści, które abonent posiada w pakiecie satelitarnym.
6 listopada 2020 roku w serwisie CANAL+ online miała premierę nowa polska produkcja serialowa CANAL+ – Król. Nowe odcinki serialu pojawiały się co tydzień, jeszcze przed ich premierą telewizyjną na antenie Canal+ Premium. Pierwszy odcinek „Króla” był dostępny w ramach bezpłatnego okna dla widzów, którzy nie posiadali wykupionego żadnego pakietu.
Ten mechanizm premierowania seriali oryginalnych CANAL+ miał miejsce przy kolejnych produkcjach serwisu – zarówno Klangor, jak i Kruk. Czorny woron nie śpi premierę miały w serwisie CANAL+ online, a dopiero później w kanale telewizyjnym.
W sierpniu 2021 roku CANAL+ online zaczął oferować wspólny pakiet z serwisem Netflix, jest to jedyna oferta na rynku łącząca Netfliksa z innym nadawcą streamingowym. Subskrybenci pakietu CANAL+ mogą dokupić dostęp do Netfliksa, dostęp do obu platform wynosi 65 zł miesięcznie.
We wrześniu 2021 roku do oferty serwisu dołączono kanały Polsat Sport Premium, dzięki czemu subskrybenci rozszerzonego pakietu sportowego (razem z Eleven Sports) zyskali dostęp do meczów Ligi Mistrzów UEFA.
Od 2025 roku w komunikacji marketingowej serwis posługuje się po prostu nazwą "CANAL+" lub "serwis streamingowy CANAL+".

## Produkcje własne CANAL+ Original
CANAL+ w Polsce, jak i za granicą, produkuje własne seriale pod szyldem CANAL+ Original, dostępne są one do oglądania w usłudze. Są to między innymi:
- Belfer
- Kruk. Szepty słychać po zmroku
- Żmijowisko
- Mały Zgon
- Moscow Noir
- Nielegalni
- Sanktuarium zła
- Młody papież
- Misja Afganistan
- Pisarze. Serial na krótko
- Zasada przyjemności
- Mały Grand Hotel
- Stażyści
- Rekruci
- Biuro szpiegów
- 13 posterunek 2
- Król
- Klangor
- Kruk. Czorny woron nie śpi
- The Office PL
- Emigracja XD

## Pakiety CANAL+
Głównym pakietem usługi jest pakiet CANAL+ obejmujący treści VOD oraz telewizję na żywo wszystkich kanałów własnych CANAL+. Dodatkowo do niego można dobierać opcje dodatkowe – Netflix, Eleven Sports, HBO i Fun&News.
- Pakiet CANAL+ – główny pakiet, zawierający dostęp do całej paczki kanałów CANAL+, w tym bibliotek VOD z kanałów filmowych i serialowych (CANAL+ Premium, CANAL+ Film, CANAL+ Seriale, Ale kino+, Novelas+), tematycznych (CANAL+ Kuchnia, CANAL+ Domo, Planete+), dziecięcych (MiniMini+, teleTOON+) oraz sportu na żywo (CANAL+ Sport, nSport+ – piłka nożna: PKO BP Ekstraklasa, Premier League, LaLiga Santander, żużel: PGE Ekstraliga, SGP, tenis: WTA Tour, koszykówka: NBA i inne).
- Pakiet CANAL+ Netflix – dodatkowy dostęp do pakietu standardowego Netfliksa.
- Pakiet CANAL+ HBO – dodatkowy dostęp do kanałów oraz bibliotek filmowych i serialowych HBO, HBO2 i HBO3 (w tym produkcji własnych HBO).
- Pakiet CANAL+ Eleven Sports i Polsat Sport Premium – dodatkowy dostęp do 4 kanałów Eleven Sports na żywo oraz materiałów na życzenie (piłka nożna: LaLiga, Bundesliga, liga włoska; Formuła 1 oraz żużel) oraz kanałów Polsat Sport Premium (m.in. UEFA Chapions League)
- Pakiet CANAL+ Fun&News – dodatkowy pakiet z treściami VOD oraz na żywo m.in. z kolekcji: FOX Play, Paramount Play, National Geographic Play oraz kanały na żywo, w tym: TVN24.

## Premiery CANAL+
W czerwcu 2020 w ramach serwisu CANAL+ uruchomiono serwis Premiery CANAL+, czyli wypożyczalnię pojedynczych filmów online. Usługa dostępna jest dla wszystkich, nie tylko dla abonentów platformy i polega na wykupieniu dostępu do konkretnego tytułu. W ofercie znajdują się najnowsze pozycje, które przestały być właśnie grane przez kina (lub z powodu pandemii do kin w ogóle nie trafiły), jak i starsze tytuły. Premiery CANAL+ dostępne są zarówno przez przeglądarkę internetową, jak i posiadają własną osobną aplikację mobilną. W dniu uruchomienia w bazie było dostępnych ponad 120 pozycji, baza powiększyła się o kilkaset kolejnych filmów w następnych tygodniach.